# Stora Öratjärnen (Svärdsjö socken, Dalarna, 675017-151367)
Stora Öratjärnen är en sjö i Falu kommun i Dalarna och ingår i Gavleåns huvudavrinningsområde. Sjön är 14 meter djup, har en yta på 0,253 kvadratkilometer och befinner sig 407,1 meter över havet. Vid provfiske har abborre och sik fångats i sjön.

## Delavrinningsområde
Stora Öratjärnen ingår i det delavrinningsområde (675310-151499) som SMHI kallar för Inloppet i Svarten. Medelhöjden är 366 meter över havet och ytan är 20,32 kvadratkilometer. Räknas de 7 avrinningsområdena uppströms in blir den ackumulerade arean 73,7 kvadratkilometer. Avrinningsområdets utflöde Gavleån mynnar i havet. Avrinningsområdet består mestadels av skog (91 procent). Avrinningsområdet har 0,25 kvadratkilometer vattenytor vilket ger det en sjöprocent på 1,2 procent.